# 愛し君へ (テレビドラマ)
『愛し君へ』（いとしきみへ）は、2004年4月19日から6月28日まで、フジテレビ系の「月9」枠で月曜日21:00 - 21:54に放送されたテレビドラマ。主演は菅野美穂と藤木直人。

## 概要
原作はさだまさしの小説『解夏』、脚本制作は坂元裕二が務めた。
同じ原作からテレビドラマと映画を並行製作し、相互作用を起こすワンソフトマルチユースの手法が「月9」枠として初めて試みられている。

## ストーリー
研修医の四季（菅野美穂）は、利也（岡田義徳）の葬式で、俊介（藤木直人）に出会う。視力を失っていく病に冒されたカメラマンと、彼を支える小児科医の愛の姿を描く。

## 出演者

### 主要人物
- 友川四季 - 菅野美穂
- 安曇俊介 - 藤木直人
- 浅倉亜衣 - 伊東美咲
- 折原新吾 - 玉木宏

### 友川家
- 友川満雄 - 森山未來
- 友川鉄雄 - 泉谷しげる

### 安曇家
- 安曇利也 - 岡田義徳
- 安曇良枝 - 八千草薫（特別出演）

### その他
- 高泉諒子 - 黒谷友香
- 小笠原行彦 - 矢島健一
- 西谷陽平 - はなわ
- 吉江彩菜 - 夏帆
- 川根史也 - 桑原成吾
- 定井翔子 - 菅野莉央
- 早田秋穂 - 山田夏海
- 佐藤正巳 - 長島弘宜
- 真壁敦生 - 入江雅人
- 阿川万里 - 相武紗季
- 三柴智彦 - 東根作寿英
- 田根楽子
- 藤本道
- 渡辺蘭
- 立川絵理
- 立原善治 - 竹井洋介
- 中川健太 - 宮田雄史
- 四季の母（写真） - 奥貫薫
- 降谷圭輔 - 時任三郎

### ゲスト
- 高橋しゅり
- 中川里奈 - 志田未来
- 中川美里 - 小松みゆき
- 高泉晴臣 - 西岡徳馬
- 浅倉佳奈 - 松尾瑠璃
- 国光武郎 - モロ師岡
- 河村医師 - 円城寺あや
- 芸優
- 劇団東俳
- 劇団アクターズ
- 長崎市のみなさん

## スタッフ
- 原作：さだまさし『解夏』
- 脚本：坂元裕二
- 主題歌：森山直太朗「生きとし生ける物へ」（挿入歌「愛し君へ」「さくら」）

ドラマの至る所で森山の楽曲が使われた。
- 音楽：オリジナルサウンドトラック『愛し君へ』藤原いくろう
- 方言指導：三井善忠、清家美保
- 医療監修：島川眞知子（東京女子医大）、宮坂勝之（国立成育医療センター）
- 写真協力：谷本美加
- 美術プロデュース：柴田慎一郎
- デザイン：荒川淳彦
- 美術進行：藤野栄治
- 大道具：宮本昌和
- 操作：佐藤大輔
- 建具：阿久津正己
- 装飾：伊藤則久
- 持道具：武藤浩一
- 衣裳：生井江巳子
- スタイリスト：佐々木敦子、笹谷藍子
- メイク：松下泉、小林志保美、南部美年
- 視覚効果：江崎公平
- 電飾：中園誠四郎
- アクリル装飾：石橋誉礼
- 植木装飾：原利安
- 生花装飾：勝野純子、羽場つつじ
- フードコーディネーター：住川啓子
- 技術プロデュース：小椋真人
- SW：斉藤浩太郎、菅野恒雄（最終話）
- 撮影：佐々木肇（初回・2・3・5・7・8・最終話）、大野勝之（4・6・9・10・最終話）、永野進（最終話）、板橋達也、熱田信、和田篤、東田博史、阿部由美子、斎藤優司、川原健広、米持裕太
- 照明：佐々木宏文（初回・2・5・7・8・9・最終話）、和田智裕（3・4・6・10・最終話）、後藤雅彦（最終話）、渡辺啓史、黒井宏行、楠井千夏、堀江泰輔
- 音声：市村雅彦（1・2・5・6・最終話）、山根剛（7・10・最終話）、廣岡豊（3・4・最終話）、谷部剛（8・9・最終話）、中村健太郎（最終話）
- 映像：小川栄治
- 録画：高木稔
- 編集：松尾浩、落合真子（最終話）
- VTR編集：飯塚守、松本英之（最終話）、三木英人
- 選曲：小西善行
- 音響効果：岩本泰乃、大森力也、白石めぐみ
- MA：古跡奈歩
- CG：高橋美香
- 編集デスク：友部節子
- スタジオデスク：中村彰
- 協力：NTB（初回・6・最終話）
  - 八峯テレビ、FLT（初回）
  - バスク（初回・2話ではVASC）
  - LAカンパニー（1）-（5）
  - アクティス（6話を除く）
  - ブルーバック
  - 渋谷ビデオスタジオ（初回と2話を除く）
- スケジュール：初山恭洋
- 記録：小原菁子（水田演出時）、堤眞理子（林演出時）、恩田一代（9・10・最終話）
- タイトルバック：冨士川祐輔
- 制作担当 (最終話では制作)：片岡智、山崎朝之、片岡俊哉、大蔵穣（最終話）、飛鷹理紗
- 制作デスク：茂原晃枝（最終話）
- プロデューサー：矢吹東、関谷正征
- 企画、プロデュース：大多亮
- 協力プロデューサー：杉尾敦弘
- プロデューサー補：菊地裕幸、鹿内植（7話 - 最終話）
- 広報：谷川有季
- ホームページ担当：丸谷利一
- 写真：得本公一
- 編成：保原賢一郎
- 演出補：川村泰祐（初回・2話）、阿部雅和、石井祐介（最終話）、並木道子、石井清夏、南明日香
- 演出：水田成英（初回・2・5・8・最終話）、林徹（3・4・6・9・10話）、川村泰祐（7話）
- 制作：フジテレビ制作第1部

## サブタイトル
| 各話                                              | 放送日        | サブタイトル             | 視聴率 |
| ------------------------------------------------- | ------------- | ------------------------ | ------ |
| 第1話                                             | 2004年4月19日 | 解夏〜愛は注ぎ続けるもの | 21.9%  |
| 第2話                                             | 2004年4月26日 | 落し物                   | 15.9%  |
| 第3話                                             | 2004年5月03日 | 過酷すぎる愛の運命       | 15.4%  |
| 第4話                                             | 2004年5月10日 | 涙の雨                   | 14.2%  |
| 第5話                                             | 2004年5月17日 | 長崎へ                   | 15.4%  |
| 第6話                                             | 2004年5月24日 | 君の街                   | 16.0%  |
| 第7話                                             | 2004年5月31日 | 愛とは後悔しないこと     | 14.9%  |
| 第8話                                             | 2004年6月07日 | 父の日のプレゼント       | 16.3%  |
| 第9話                                             | 2004年6月14日 | 母へ                     | 17.2%  |
| 第10話                                            | 2004年6月21日 | 衝撃                     | 18.0%  |
| 最終話                                            | 2004年6月28日 | 最後に見せてあげたいもの | 20.8%  |
| 平均視聴率・17.1%（ビデオリサーチ調べ・関東地区） |               |                          |        |

## 撮影協力
- 東海大学医学部付属八王子病院
- 長崎市（初回、6・最終話）
- 東京医科大学（初回）
- 日野市（8話）
- 横浜マリンタワー、共立女子大学（いずれも5話）
- 長崎電気軌道（初回と最終話）
- 長崎県営バス（6話）
- ANA（6話）
- 江ノ島電鉄（7話）
- 品川インターシティ（2・4・5話）
- 千葉県フィルムコミッション（3話）、湘南藤沢フィルムコミッション（7・8話）、福岡フィルムコミッション（最終話）
- 伊王島町（最終話、現長崎市）ほか。